# Luísa Salgueiro
Luísa Maria Neves Salgueiro (São Mamede de Infesta, Matosinhos, 2 de janeiro de 1968) é uma política e consultora jurídica portuguesa. É presidente da Câmara Municipal de Matosinhos desde 21 de outubro de 2017. Desde 2021, é presidente do Conselho Diretivo da Associação Nacional de Municípios Portugueses.

## Biografia
Antes de ser eleita para a Assembleia da República, foi vereadora da Câmara Municipal de Matosinhos, entre 1997 e 2009, com os pelouros da Ação Social, Habitação, Saúde e Juventude. Antes ainda, exerceu a Advocacia e foi consultora jurídica da Câmara Municipal do Porto. Em novembro de 2010, Luísa Salgueiro tornou-se na primeira mulher a ter um cargo de direção da NATO, quando foi eleita vice-presidente da Comissão de Energia e Segurança Ambiental, uma das cinco comissões parlamentares da organização atlântica, vocacionada para as questões do bioterrorismo e das energias alternativas. 
Entre 2005 e 2017, foi deputada à Assembleia da República, tendo sido eleita pelo Círculo Eleitoral do Porto. Nas Eleições Legislativas de 2015 surgia no sexto lugar na lista do Partido Socialista, que elegeu 14 candidatos naquele círculo eleitoral. É vice-presidente do Grupo Parlamentar do Partido Socialista para as áreas da Saúde e do Trabalho e Segurança Social, integrando as respetivas Comissões Parlamentares.
Além da sua atividade política, Luísa Salgueiro esteve também envolvida em diversos organismos de caráter social. Foi presidente da Associação MAIS - Matosinhos Apoia a Inserção Social e foi também presidente e, posteriormente, presidente da Assembleia Geral da AIDEMA (Associação para o Desenvolvimento Integrado de Matosinhos).  Foi igualmente presidente da Comissão de Proteção de Crianças e Jovens, de Matosinhos. Em fevereiro 2017, empenhada numa candidatura autárquica à Câmara Municipal de Matosinhos, renunciou a todos os cargos sociais que ocupava nestas instituições de solidariedade social.

## Cargos no Partido Socialista
- 2006 a 2011 – Membro da Comissão Nacional de Jurisdição do Partido Socialista.

- 2011 ao presente – Membro da Comissão Política Nacional do Partido Socialista. [7]

- 2011 ao presente – Membro da Comissão Política Concelhia de Matosinhos do Partido Socialista. [8]

- 2016 - Membro da Comissão Política Distrital do Porto. [9]

- 2016 - Membro do Secretariado Distrital do Porto

- 2016 - Membro da Comissão Permanente [10]

## Artigos publicados
Luísa Salgueiro mantém uma colaboração com vários periódicos, sendo colunista regular dos jornais regionais Jornal de Matosinhos, Notícias de Matosinhos e O Matosinhense. Na imprensa de circulação nacional publica artigos regularmente em vários dos jornais de referência, nomeadamente Diário de Notícias, Jornal de Notícias,  Público e Jornal Sol. 
A 2 de setembro de 2014 assina, no jornal Público, o artigo Igualdade? Continuamos à espera, onde afirma: os programas de planeamento familiar, saúde materna, infantil  e neonatal, saúde de adolescentes fazem a diferença e estão entre os fatores que têm contribuído para a redução da transmissão vertical do VIH/SIDA, ainda hoje em Portugal. 
No dia 8 de março de 2016, também no jornal Público, num artigo intitulado Saúde Para Todos, defende a aprovação do Orçamento de Estado para 2016 e afirma que “a dotação orçamental do Ministério da Saúde diz-nos que o Governo quer um Serviço Nacional de Saúde requalificado, moderno e eficiente”. 
Ainda no jornal Público, a 31 de março de 2016, defende "um debate sério e racional" sobre a questão da eutanásia no artigo "Morte Assistida e Testamento Vital"
A 7 de abril 2016, no âmbito do Dia Mundial da Saúde, publica, no jornal Diário de Notícias, o artigo "Reforçar o Serviço Nacional de Saúde" em que defende "o reforço do acesso aos cuidados de saúde pelos cidadãos".  No mesmo dia, no jornal Público, escreve "Uma responsabilidade de todos", sobre o combate à Diabetes e exorta o Governo a promover "ações e campanhas de informação sobre a doença e a importância de estilo de vida saudáveis". 
A 25 de maio 2016, no jornal Público, assina o artigo "Maio, mês do coração", em que defende uma mudança de comportamentos que levem a uma atitude responsável que permita baixar o peso dos AVC e do enfarte de miocárdio na taxa de mortalidade. 
A 3 de junho, no Diário de Notícias, no artigo "Desenvolvimento Sustentável e igualdade de género", aponta a necessidade de "investir na igualdade de género", porque "os direitos humanos das meninas e mulheres são a chave do desenvolvimento sustentável". 
A 30 de julho, no semanário Sol, publica "Casamentos precoces e desenvolvimento sustentável", em que defende a eliminação dos casamentos precoces, forçados e de crianças, em linha com a Agenda 2030 aprovada pelas Nações Unidas.
Ainda em 2016, a 13 de agosto, publica no jornal "Público" o artigo "O combate à Hepatite C tem de começar já" em que propõe um programa para a eliminação da doença, privilegiando a prevenção, o rastreio, o diagnóstico, o tratamento adequado e a monitorização. 
Em "Para quando a igualdade de género?" (Público) defende a imposição de regras e mecanismos que obriguem as instituições a mudar o seu funcionamento e a terem uma maior abertura à participação das mulheres. 
A 21 de março de 2017, no Jornal de Notícias, no artigo "Mulheres sub-representadas na política autárquica",  preconiza a presença de mais mulheres na cena política local como forma de afirmação de uma sociedade mais equilibrada e justa. 

## Reconhecimentos
Em 2025, foi distinguida com o Prémio As Mulheres Mais Influentes de Portugal, 2024.